# یوجی اوه
یوجی اوه (انگلیسی: Yuji Oe؛ زادهٔ ۲۰ آوریل ۱۹۸۶) بازیکن فوتبال اهل ژاپن است.
از باشگاه‌هایی که در آن بازی کرده‌است می‌توان به باشگاه فوتبال ویسل کوبه اشاره کرد.